# Молочай сосочковый
Молоча́й сосо́чковый (лат. Euphórbia mammilláris) — многолетнее суккулентное растение; вид рода Молочай (Euphorbia) семейства Молочайные (Euphorbiaceae).

## Морфология

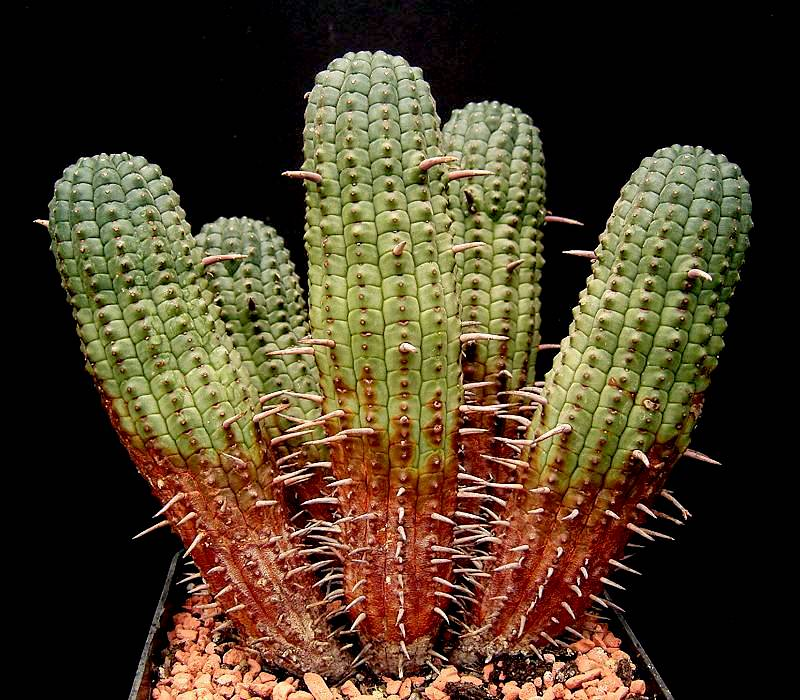
Комнатное растение

Невысокий короткостебельный однодомный кустарник в виде густого пучка.
Стебель толстый, ярко-зелёного цвета, прямостоячий, простой и ребристый, у культурных растений может быть 1,5—6 см в диаметре и 25—35 см высотой. Обычно имеется множество похожих на дубину боковых ветвей, изгибающихся дугообразно вверх. Рёбра в числе 7—17, с шестигранными вздутиями, расположенных вертикальными рядами, отделённых горизонтальными углублениями.
Иногда имеются рассеянные шипы, толстые, тупые и беловатые, 1 см длиной, представляющие собой бесплодные цветоножки.
Листья маленькие, эфемерные.
Соцветия — отдельные циатии жёлтого цвета на верхушках стеблей, на цветоножке 2 мм длиной, с несколькими листочками обёртки 3 мм длиной. Нектарники овальные, от жёлто-зелёных до пурпурных. Цветёт с конца зимы до начала лета.
Семена яйцевидные, 3 мм длиной и 2 мм шириной, гладкие.

## Распространение
Африка: ЮАР (Капская провинция).
Растёт в Малом Карру и Южной Капской провинции в тернистых кустарниках. В некоторых местах это очень распространённое растение наряду с молочаем съедобным (Euphorbia esculenta) и молочаем ужасным (Euphorbia ferox).

## Практическое использование
Разводится в комнатных условиях как декоративное растение.

## Таксономия
|  |                                      |  |                                                             |                                                             |                      |  | ещё 36 семейств (согласно Системе APG II), в том числе Маковые | ещё 36 семейств (согласно Системе APG II), в том числе Маковые |                         |  |  |  | ещё ≈2000 видов |
|  |                                      |  |                                                             |                                                             |                      |  | ещё 36 семейств (согласно Системе APG II), в том числе Маковые | ещё 36 семейств (согласно Системе APG II), в том числе Маковые |                         |  |  |  | ещё ≈2000 видов |
|  |                                      |  |                                                             | порядок Мальпигиецветные                                    |                      |  |                                                                |                                                                | род Молочай (Euphorbia) |  |  |  |                 |
|  |                                      |  |                                                             | порядок Мальпигиецветные                                    |                      |  |                                                                |                                                                | род Молочай (Euphorbia) |  |  |  |                 |
|  | отдел Цветковые, или Покрытосеменные |  |                                                             |                                                             | семейство Молочайные |  |                                                                |                                                                | вид Молочай сосочковый  |  |  |  |                 |
|  | отдел Цветковые, или Покрытосеменные |  |                                                             |                                                             | семейство Молочайные |  |                                                                |                                                                |                         |  |  |  |                 |
|  |                                      |  | ещё 44 порядка цветковых растений (согласно Системе APG II) | ещё 44 порядка цветковых растений (согласно Системе APG II) |                      |  |                                                                | ещё >300 родов                                                 | ещё >300 родов          |  |  |  |                 |
|  |                                      |  |                                                             | ещё 44 порядка цветковых растений (согласно Системе APG II) |                      |  |                                                                |                                                                | ещё >300 родов          |  |  |  |                 |